# 七省民事管区
七省管区（拉丁語：Dioecesis Septem Provinciarum），因维埃纳城而又名维埃纳管区（拉丁語：Dioecesis Viennensis），是罗马帝国晚期高卢近卫大区下辖的一个民事管区。它包括高卢南部和西部（阿基坦与纳博讷），也即现代法国卢瓦尔河以南以西的领土，包括普罗旺斯。
该民事管区包括以下行省：第一阿基坦、第二阿基坦、第三阿基坦、第一纳博讷、第二纳博讷、维埃纳与滨海阿尔卑斯。

## 历史
该管区是在284-305年在位的皇帝戴克里先改革的产物，并可由约314年君士坦丁一世在位时期的《维罗纳职官表》证实。402年，一年召开一次的七省议会在阿尔勒建立。
407年，汪达尔人及其盟友入侵高卢，在此地烧杀抢掠，直至409年启程前往伊比利亚半岛。罗马召来西哥特人，让他们以同盟者身份帮助对抗汪达尔人。418年，皇帝霍诺留下令允许西哥特人在阿基坦的图卢兹附近定居。西哥特人虽然名义上服从罗马，但实际上是独立的。475年，西罗马正式承认了西哥特的独立。
462年，李希梅尔向西哥特割让了第一纳博讷（Narbonensis Prima），而哥特人又在477年占领了罗讷河以东的剩余行省。此后，原七省管区下辖的土地均成为了西哥特王国的一部分。后来，阿基坦大部被法兰克人占领，西哥特仅保留了南部沿海地区（塞普提曼尼亚）。